# Phyllodactylus inaequalis
Phyllodactylus inaequalis (листопалий гекон перуанський) — вид геконоподібних ящірок родини Phyllodactylidae. Мешкає в Перу і Чилі. 

## Поширення і екологія
Phyllodactylus homolepidurus поширені на північному заході Перу (від Тумбеса до Анкаша), а також на півночі Чилі (Арика-і-Паринакота, Тарапака). Можливо,вони також зустрічаються на південному заході Еквадору. Перуанські листопалі гекони живуть в різноманітних прибережених середовищах, від прибережних пустель до луків і чагарникових заростей в передгір'ях Анд. Переважно вони зустрічаються в пустельних передгір'ях, що межують з пустелею Сечура.